# Meulin
Ne doit pas être confondu avec Melin.
Meulin était une commune française, située dans le département de Saône-et-Loire, qui fusionna avec la commune de Dompierre-les-Ormes en 1965.

## Géographie
Meulin se trouve entre Cluny et Charolles, en Saône-et-Loire.

### Communes limitrophes
| Trivy               |        | La Chapelle-du-Mont-de-France |
|                     | Meulin |                               |
| Dompierre-les-Ormes |        | Montagny-sur-Grosne           |

## Histoire

### Moyen Âge
Meulin a été habité dès l’époque celtique. Il a tiré son nom du celte Mi-len ou Mediolanum, terre sainte du milieu pour chaque peuple gaulois, qui était, à Meulin, les Aedui ou Eduens.
Meulin est signalé en 909 sous le nom de Mediolanensis ager. De cette circonscription dépendaient Villars (hameau de Trivy), Sivignon, Buffières et Trivy. Les moines de Saint-Rigaud étaient seigneurs du clocher de Meulin, mais la justice était rendue par ceux de Cluny.

### Époque récente
Le 1er mars 1965, et par décision de son conseil municipal, Meulin fusionne avec Dompierre-les-Ormes, et devient un hameau de cette commune. Malgré tout, pendant longtemps Meulin conserva un statut particulier (bureau de vote à Meulin...), mais ce n'est aujourd'hui plus qu'un hameau comme les autres, ce qui est logique 55 ans après la fusion.

## Administration
| Période                                  | Période       | Identité              | Étiquette | Qualité |
| ---------------------------------------- | ------------- | --------------------- | --------- | --- |
| 1959                                     | 1er mars 1965 | Pétrus Thomas         |           | Maire de Meulin |
| 1er mars 1965                            | 24 mars 1965  | François Dufour       |           | Maire de Dompierre et Meulin                                                                                                   |
| 24 mars 1965                             | 1983          | Philippe Malaud       | CNIP      | député, président du conseil général, ministre                                                                                 |
| 1983                                     | 2001          | Jean-Patrick Courtois | RPR       | sénateur, vice-président du Sénat                                                                                              |
| 2001                                     | 2014          | Christian Mazué       |           | |
| 2014                                     | 2020          | Michel Pourcelot      | SE        | 3e vice-président de la communauté de communes de Matour et sa région Président du SIVU enfance et jeunesse de la haute grosne |
| Les données manquantes sont à compléter. |               |                       |           | |

## Population et société

### Démographie
| 1793 | 1800 | 1806 | 1821 | 1876 | 1881 | 1886 | 1891 | 1896 |
| ---- | ---- | ---- | ---- | ---- | ---- | ---- | ---- | ---- |
| 277  | 264  | 317  | 335  | 377  | 369  | 370  | 335  | 330  |

| 1901 | 1906 | 1911 | 1921 | 1926 | 1931 | 1936 | 1946 | 1954 |
| ---- | ---- | ---- | ---- | ---- | ---- | ---- | ---- | ---- |
| 292  | 324  | 303  | 241  | 200  | 172  | 158  | 129  | 116  |

| 1962 | - | - | - | - | - | - | - | - |
| ---- | - | - | - | - | - | - | - | - |
| 114  | - | - | - | - | - | - | - | - |

## Culture locale et patrimoine

### Lieux et monuments

#### Église de Meulin
L'ancienne église de Meulin, romane, construite dans un style simple, possède un chevet plat. Le clocher est percé d’une ouverture en plein cintre sur chaque face.
Le chemin de croix de l’église de Meulin, datant du XVIIe siècle, a survécu à la Révolution. Il est composé de quatorze gravures sur papier chiffon vergé et coloriées à la main. C'est l'un des plus anciens spécimens de l'imagerie d'Épinal du XVIIe siècle. Ce précieux chemin de croix fut offert à l’église de Meulin par Monseigneur Roquette, évêque d’Autun au XVIIe siècle. Classé monument historique, il a été transféré dans l’église de Dompierre.
Fermée au public pour des raisons de sécurité, elle a été désacralisée : par courrier en date du 15 avril 2013, l’Évêque d’Autun donne son accord à la commune de Dompierre-les-Ormes pour la désaffectation de l’Église de Meulin. Le devenir de ce bâtiment n'est toujours pas décidé.
L'association Art Sites et Traditions de Meulin s'est fixé pour objectif de faire revivre ce bâtiment et tente avec le soutien de la municipalité de le transformer en espace culturel et de rencontre.

### Personnalités liées à la commune
- Philippe Malaud, il devient maire de Dompierre-les-Ormes et Meulin réunis aux élections de fin mars 1965. Il fut ministre, puis député maire de la commune entre 1965  et 1983, également conseiller général et président du conseil général de Saône-et-Loire.
- Jean-Patrick Courtois, sénateur-maire de la commune (1983-2001), vice-président du Sénat, également conseiller général, vice-président du conseil général de Saône-et-Loire et président de la communauté de communes de Matour et sa région (1995-2001). Il est actuellement maire de Mâcon, depuis 2001.